# NGC 7468A
NGC 7468A is een balkspiraalstelsel in het sterrenbeeld Pegasus. Het hemelobject werd op 15 oktober 1784 ontdekt door de Duits-Britse astronoom William Herschel.

## Synoniemen
- UGC 12342
- MCG 3-58-30
- ZWG 453.61
- VV 738
- IRAS 23024+1624
- PGC 70414